# Vivaldi (cognome)
Vivaldi è un cognome di lingua italiana.

## Varianti
Vivaldi, Valdese, Valdesi, Valdi, Valdini, Valdo, Valdoni, Vauda, Vaudetti, Vaudi, Vaudo, Vibaldi, Vivalda, Vivaldini, Vivaldo, Vivard, Vivardi.

## Origine e diffusione
Il cognome è tipicamente centro-settentrionale.
Potrebbe derivare dal prenome Vivaldo, dal germanico vivard, da wiw, "lotta", e wald, "capo", con il significato complessivo di "forte in guerra". È incrociabile con il cognome Viviano per paretimologia. È incrociabile inoltre con i cognomi Ubaldi, Baldo, Valtieri e Valfredi.
La variante Valdi copre il medesimo areale; Valdo è panitaliano; Vaudetti è piemontese; Vivardi e Vivard sono meridionali, soprattutto campani; Valdesi è siciliano.

## Persone
- Antonio Vivaldi – compositore e violinista italiano (1678-1741)
- Girolamo Vivaldi – Doge di Genova (1495 circa – 1577)
- Antonio Vittorio Vivaldi – giocatore di bridge italiano (1942 – )